# Teresa Ceglecka-Zielonka
Teresa Zuzanna Ceglecka-Zielonka (Namysłów; 8 de Março de 1957) é uma política da Polónia. Ela foi eleito para a Sejm em 25 de Setembro de 2005 com 5280 votos em 21 no distrito de Opole, candidato pelas listas do partido Prawo i Sprawiedliwość.